# زالومون سولانو
زالومون سولانو (بالإسبانية: Salomón Solano)‏ هو لاعب كرة قدم أمريكية مكسيكي، ولد في 19 سبتمبر 1985 في سيوداد فيكتوريا في المكسيك.